# Marcel Gibon
Marcel Gibon (22 maggio 1973) è un ex calciatore francese martinicano, di ruolo centrocampista.

## Carriera

### Nazionale
Ha debuttato in Nazionale il 24 luglio 1998, in Trinidad e Tobago-Martinica (2-1). Ha messo a segno la sua prima rete con la maglia della Nazionale il 4 aprile 2001, in Martinica-Saint Vincent e Grenadine (3-0), siglando la rete del definitivo 3-0 al minuto 69 su calcio di rigore. Ha partecipato, con la Nazionale, alla CONCACAF Gold Cup 2002. Ha collezionato in totale, con la maglia della Nazionale, 13 presenze e tre reti.